# Alpha Ethniki 1973-1974
L'Alpha Ethniki 1973-1974 fu la 38ª edizione della massima serie del campionato di calcio greco, conclusa con la vittoria del Olympiacos, al suo diciannovesimo titolo e secondo consecutivo.
Capocannoniere del torneo fu Antōnīs Antōniadīs (Panathīnaïkos), con 26 reti.

## Formula
Le squadre partecipanti furono 18 e disputarono un girone di andata e ritorno per un totale di 34 partite.
Per l'ultimo anno alle 17 squadre greche si aggiunsero i campioni del campionato cipriota della stagione precedente, decadendo la dittatura dei colonnelli: paradossalmente, questo sarebbe stato l'unico anno in cui un club cipriota si sarebbe salvato.
Le squadre retrocesse furono tre alle quali si aggiunse quella cipriota espulsa.
Il punteggio si uniformò a quello degli altri campionati europei: due punti per la vittoria, uno per il pareggio e nessuno per la sconfitta.
Le squadre ammesse alle coppe europee furono quattro: i campioni alla Coppa dei Campioni 1974-1975, la vincitrice della coppa nazionale alla Coppa delle Coppe 1974-1975 e seconda e terza classificata alla Coppa UEFA 1974-1975.

## Squadre partecipanti
| Squadra            | Città      | Stadio | Stagione 1972-1973 |
| ------------------ | ---------- | ------ | ------------------ |
| AEK Atene          | Atene      |        | 5°                 |
| APOEL              | Nicosia    |        | Campione di Cipro  |
| Apollōn Kalamarias | Kalamaria  |        | Beta Ethniki       |
| Apollōn Smyrnīs    | Atene      |        | Beta Ethniki       |
| Arīs Salonicco     | Salonicco  |        | 9°                 |
| Egaleo             | Egaleo     |        | 11°                |
| Ethnikos Pireo     | Il Pireo   |        | 6°                 |
| Fostiras           | Tavros     |        | 13°                |
| Īraklīs            | Salonicco  |        | 8°                 |
| Kavala             | Kavala     |        | 10°                |
| Larissa            | Larissa    |        | Beta Ethniki       |
| Olympiacos         | Il Pireo   |        | Campione di Grecia |
| Olympiakos Volos   | Volos      |        | 12°                |
| Panachaïkī         | Patrasso   |        | 4°                 |
| Panathīnaïkos      | Atene      |        | 3°                 |
| Paniōnios          | Nea Smyrnī |        | 7°                 |
| Panserraïkos       | Serres     |        | 14°                |
| PAOK               | Salonicco  |        | 2°                 |

## Classifica finale
|                   | Pos. | Squadra            | Pt | G  | V  | N  | P  | GF  | GS | DR  |
| ----------------- | ---- | ------------------ | -- | -- | -- | -- | -- | --- | -- | --- |
| Grecia (bandiera) | 1.   | Olympiacos         | 59 | 34 | 26 | 7  | 1  | 102 | 14 | +88 |
|                   | 2.   | Panathīnaïkos      | 54 | 34 | 24 | 6  | 4  | 76  | 27 | +49 |
|                   | 3.   | Arīs Salonicco     | 48 | 34 | 21 | 6  | 7  | 49  | 29 | +20 |
|                   | 4.   | PAOK               | 43 | 34 | 16 | 11 | 7  | 62  | 32 | +30 |
|                   | 5.   | AEK Atene          | 40 | 34 | 16 | 8  | 10 | 53  | 36 | +17 |
|                   | 6.   | Panachaïkī         | 38 | 34 | 13 | 12 | 9  | 42  | 37 | +5  |
|                   | 7.   | Īraklīs            | 33 | 34 | 10 | 13 | 11 | 40  | 37 | +3  |
|                   | 8.   | Paniōnios          | 33 | 34 | 13 | 7  | 14 | 41  | 44 | -3  |
|                   | 9.   | Larissa            | 32 | 34 | 11 | 10 | 13 | 31  | 40 | -9  |
|                   | 10.  | Ethnikos Pireo     | 31 | 34 | 11 | 9  | 14 | 38  | 42 | -4  |
|                   | 11.  | Egaleo             | 29 | 34 | 11 | 7  | 16 | 28  | 44 | -16 |
|                   | 12.  | Kavala             | 28 | 34 | 11 | 6  | 17 | 32  | 44 | -12 |
|                   | 13.  | APOEL              | 27 | 34 | 11 | 5  | 18 | 39  | 48 | -9  |
|                   | 14.  | Panserraïkos       | 27 | 34 | 11 | 5  | 18 | 28  | 54 | -26 |
|                   | 15.  | Olympiakos Volos   | 27 | 34 | 9  | 9  | 16 | 28  | 44 | -16 |
|                   | 16.  | Fostiras           | 23 | 34 | 7  | 9  | 18 | 24  | 63 | -39 |
|                   | 17.  | Apollōn Smyrnīs    | 22 | 34 | 7  | 8  | 19 | 30  | 66 | -36 |
|                   | 18.  | Apollōn Kalamarias | 18 | 34 | 5  | 8  | 21 | 17  | 59 | -42 |

Legenda:

      Campione di Grecia
      Ammesso alla Coppa UEFA
      Ammesso alla Coppa delle Coppe
      Retrocesso in Beta Ethniki
Note:

Due punti a vittoria, uno a pareggio, zero a sconfitta.

### Verdetti
- Olympiacos campione di Grecia 1973-74 e qualificato alla Coppa dei Campioni
- Panathinaikos e Aris Salonicco qualificati alla Coppa UEFA
- PAOK Salonicco qualificato alla Coppa delle Coppe
- Fostiras, Apollon Atene e Apollon Kalamarias retrocesse in Beta Ethniki.
- APOEL Nicosia torna al campionato cipriota.